# Filiu
Filiu – wieś w Rumunii, w okręgu Braiła, w gminie Bordei Verde. W 2011 roku pozostawała niezamieszkana.